# Doktorzy honoris causa Politechniki Gdańskiej
Doktorzy honoris causa Politechniki Gdańskiej:

## lata 1950 – 1959
- prof. Maksymilian Tytus Huber (1950)
- prof. Zygmunt Ciechanowski (1957)

## lata 1960 – 1969
- prof. Witold Minkiewicz (1960)
- prof. Aleksander Rylke (1965)
- prof. Jewgienij Towstych (1965)

## lata 1970 – 1979
- prof. Julien Kravtchenko (1970)
- prof. Marian Osiński (1970)
- prof. Witold Nowacki (1971)
- prof. Janusz Groszkowski (1975)
- prof. Kazimierz Kopecki (1975)
- prof. Aleksandr W. Wawiłow (1975)
- prof. Michaił G. Woronkow (1975)
- prof. Robert Szewalski (1978)

## lata 1980 – 1989
- prof. Stanisław Turski (1980)
- prof. Ignacy Adamczewski (1985)
- prof. John Bernard Caldwell (1985)
- prof. Paul Hagenmuller (1985)
- prof. Igor Kisiel (1985)
- prof. Franciszek Otto (1985)
- prof. Jerzy Doerffer (1988)
- prof. Martin Grassnick (1989)
- prof. Dymitr Rostowcew (1989)

## lata 1990 – 1999
- prof. Dieter Mlynski (1991)
- prof. Witold J. Urbanowicz (1991)
- prof. Damazy J. Tilgner (1992)
- prof. Douglas Faulkner (1993)
- prof. Adolf Butenandt (1994)
- prof. Gerd Gudehus (1995)
- prof. Fumio Nishino (1996)
- prof. Władysław Findeisen (1997)

## lata 2000 – 2009
- prof. Zbigniew Jedliński (2001)
- prof. Wacław Szybalski (2001)
- prof. Ignacy Malecki (2002)
- prof. Lech Kobyliński (2004)
- prof. Leon Kieres (2004)
- prof. Bolesław Mazurkiewicz (2008)
- prof. Michał Białko (2008)
- prof. Jan Węglarz (2008)

## lata 2010-2019
- prof. Jan D. Miller (2010)
- prof. Robert J. Cava (2014)
- prof. Janusz Mroczka (2019)
- prof. Jan Awrejcewicz (2019)